# Hémisphère est

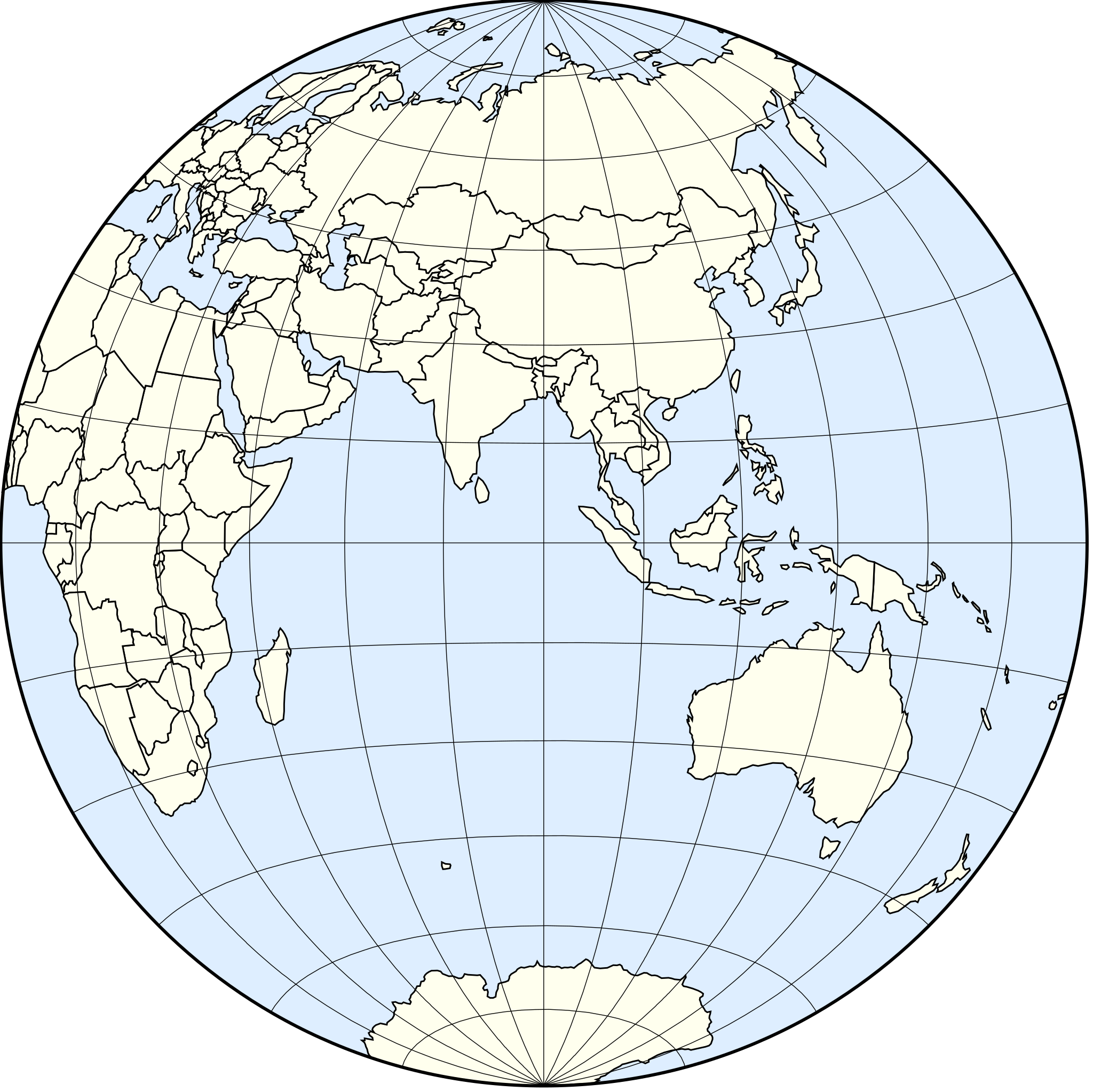
Carte de l'hémisphère est.

L'hémisphère est ou hémisphère oriental, est la moitié de la Terre comprise à l'est du méridien de Greenwich jusqu'au 180e méridien. 
Il couvre le continent asiatique, l'océan Indien, l'Australie, la plupart du continent africain et du continent européen, une partie de l'océan Pacifique et de l'Antarctique.
Les longitudes y sont inscrites soit par des nombres positifs, soit par la mention « Est » ; par exemple : « 65° » ou « 65° E ».